# ルック・フォー・ザ・シルヴァー・ライニング
「ルック・フォー・ザ・シルヴァー・ライニング」（Look for the Silver Lining）は、1920年に発表されたジャズ・スタンダード。作詞はバディ・デシルバ、作曲はジェローム・カーン。
1919年のミュージカル『ジップ、ゴーズ・ア・ミリオン』のために書かれたが、このミュージカルは失敗に終わり、翌年のミュージカル『サリー』で再び歌われて、知名度を得た。その後もジュディ・ガーランドやチェット・ベイカーがカヴァーしたことで更に認知されるようになった。

## 収録を行った主なアーティスト
- チェット・ベイカー[2]
- ジュディ・ガーランド
- アンディ・ウィリアムス[3]
- アレサ・フランクリン
- トニー・ベネット＆ビル・チャラップ
- ブラッド・メルドー